# Luis David González
Luis David González (* 7. Oktober 1988) ist ein mexikanischer Eishockeyspieler, der seit 2015 bei der Fundación Deportiva Talaveros Puebla unter Vertrag steht.

## Karriere
Luis David González begann seine Karriere als Eishockeyspieler bei Galerias Reforma und wechselte 2006 zur Mannschaft aus Metepec, für die er vier Jahre auf dem Eis stand. Als 2010 die semi-professionelle Liga Mexicana Élite gegründet wurde, wechselte er zu den Teotihuacan Priests, einem der vier Gründungsclubs der Liga, mit dem er auf Anhieb mexikanischer Meister wurde. 2013 kehrte er nach Metepec zurück. Von dort wechselte er 2013 zur Fundación Deportiva Talaveros Puebla, für die er seither auf dem Eis steht.

### International
Im Juniorenbereich stand González für Mexiko bei der U18-Weltmeisterschaften 2006 sowie den U20-Weltmeisterschaften 2006, 2007 und 2008 jeweils in der Division II auf dem Eis.
Mit der Herren-Nationalmannschaft nahm Gonzaléz an den Weltmeisterschaften der Division II 2007, 2008, 2009, 2010, 2011, 2012, 2013, 2014, 2015 und 2016 teil. Er nahm auch an den Qualifikationsturnieren für die Olympischen Winterspiele 2010 in Vancouver, 2014 in Sotschi und 2018 in Pyeongchang, bei denen die Mexikaner jeweils bereits in der Vorqualifikation scheiterten, teil. Beim Pan-amerikanischen Eishockeyturnier 2014 belegte er mit seinem Team den zweiten Rang.
Neben seiner aktiven Karriere war er bei der U20-Weltmeisterschaft 2014 Assistenztrainer der mexikanischen Juniorenauswahl in der Division III.

## Erfolge und Auszeichnungen
- 2011 Mexikanischer Meister mit den Teotihuacan Priests